# Öhningen
Öhningen est une commune de Bade-Wurtemberg (Allemagne), située dans l'arrondissement de Constance, dans le district de Fribourg-en-Brisgau.

## Patrimoine
- Abbaye de Schienen, ancienne abbaye bénédictine.
- Abbaye d'Öhningen, ancienne abbaye bénédictine et augustinienne.

## Personnalités liées à la ville
- Charles de Saxe-Weimar-Eisenach (1912-1988), mort à Schienen.
- Angela Becker-Fuhr (1946-), peintre allemande, vit et travaille à Ohningen.

## Jumelages
- Mérinchal (France) depuis 1984